# Kirchgasse 4 (Bad Orb)

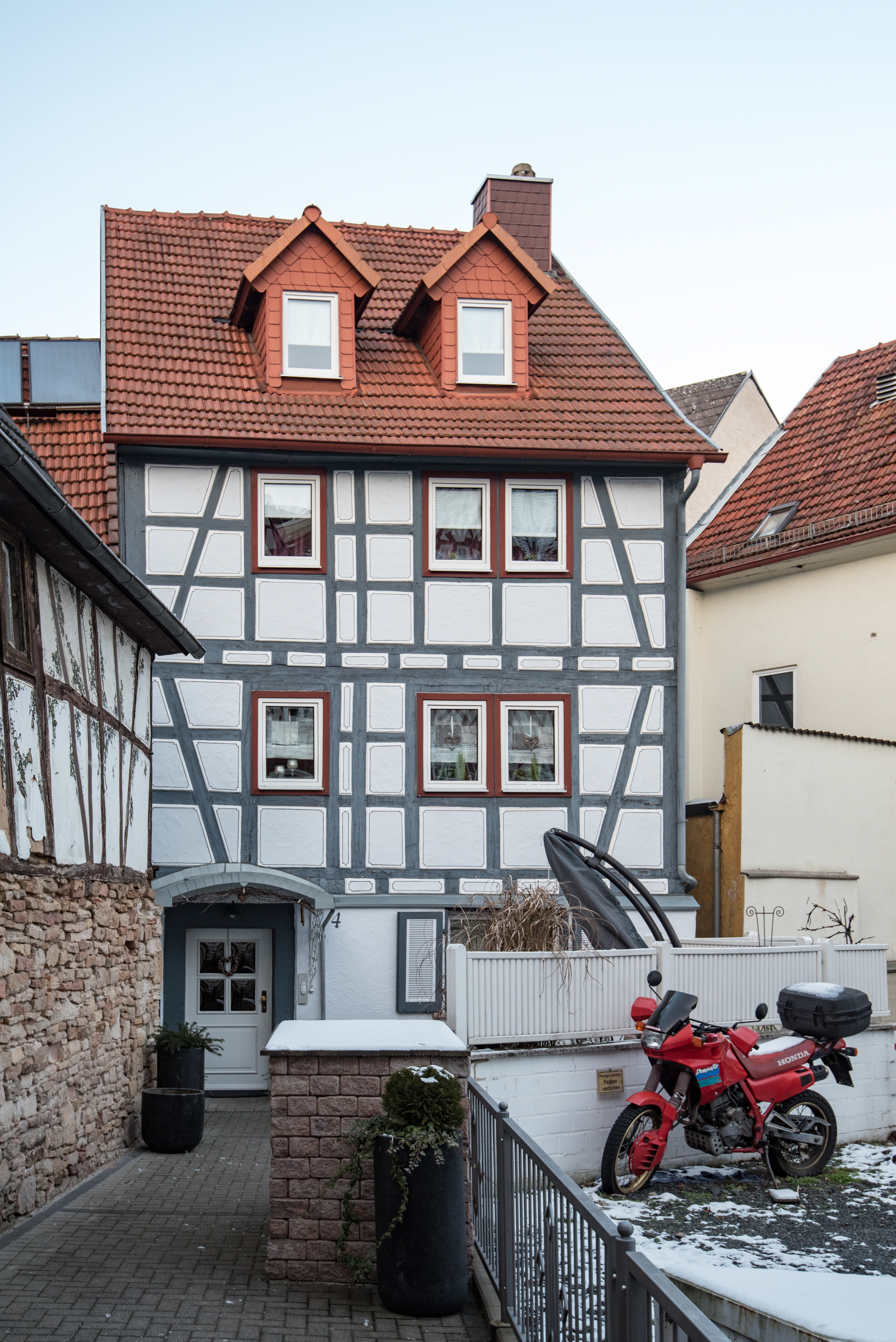
Haus Kirchgasse 4 in Bad Orb

Das Gebäude Kirchgasse 4 in Bad Orb, einer Kurstadt im Main-Kinzig-Kreis in Hessen, wurde in der ersten Hälfte des 19. Jahrhunderts errichtet. Das Fachwerkhaus ist ein geschütztes Kulturdenkmal.
Das dreiseitig freistehende Wohnhaus mit Satteldach und Aufschiebling besitzt ein massives Erdgeschoss. Die Dachgauben sind später eingebaut worden.